# Agraffe

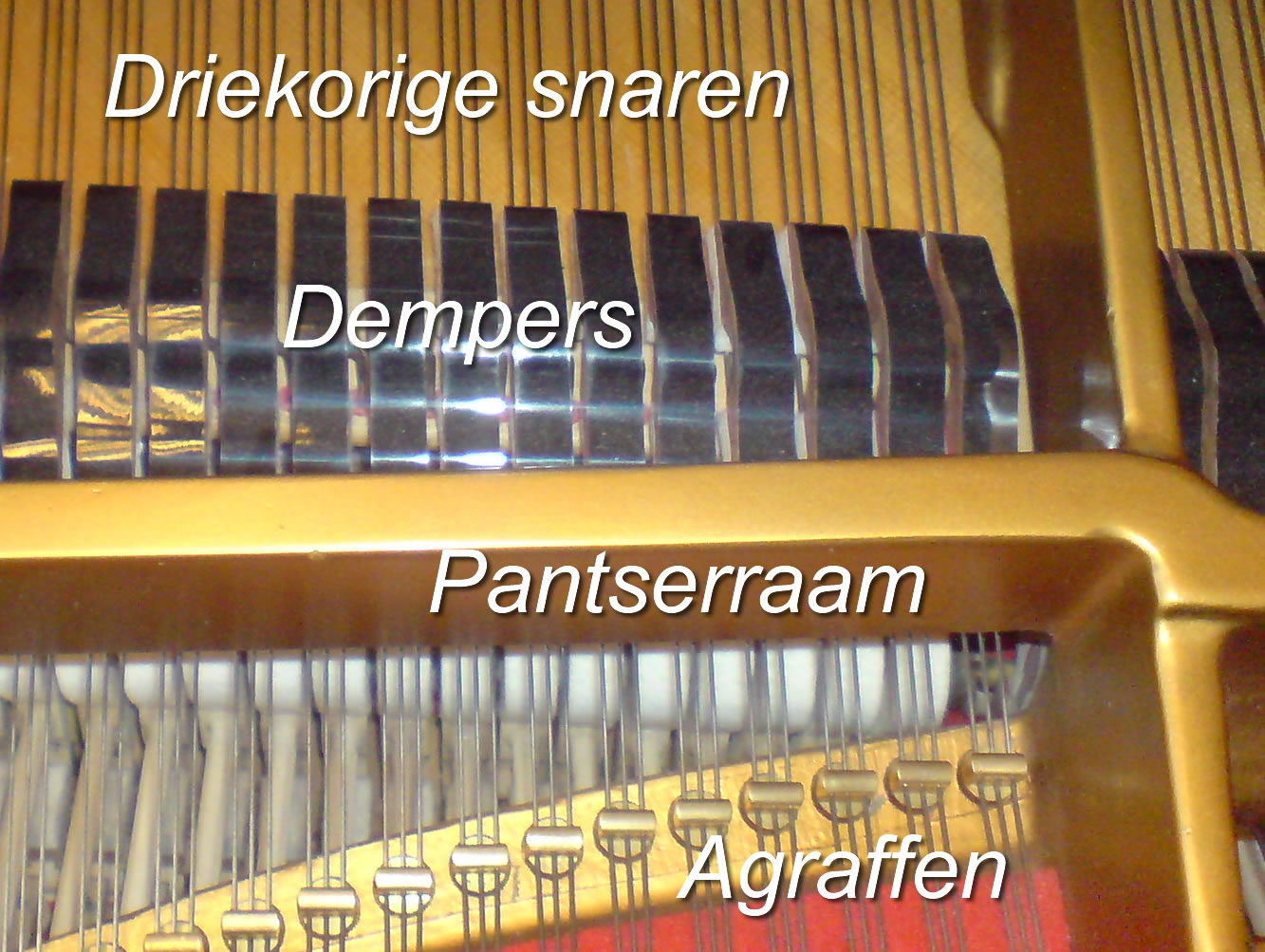
Agraffen (de ronde onderdeeltjes met balkje erop) in een moderne vleugel

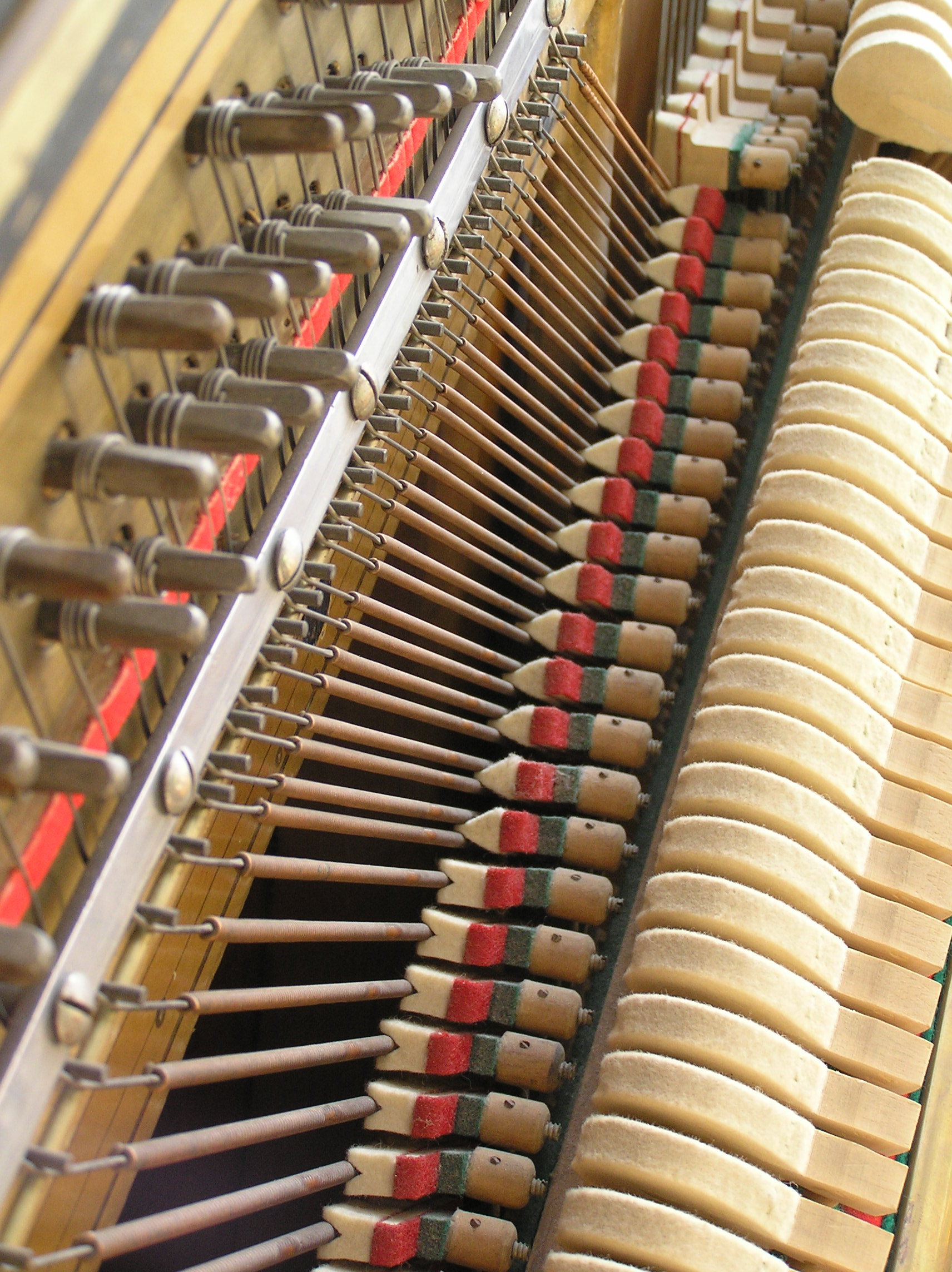
In deze staande piano zitten geen agraffes, maar een 'druklijst', die de snaar zijn trillende lengte geeft. Van linksboven naar rechtsonder valt op deze afbeelding te onderscheiden: stempennen, (rood=afdempviltstrook), druklijst (de opgeschroefde metalen lijst), snaar (in dit geval de met koperdraad omwonden bassnaren), dempers, hamers.

Een agraffe (meervoud: 'agraffen') (ook wel agraaf, meervoud 'agraven') is een onderdeel van sommige piano's. De agraffe wordt voornamelijk in vleugels toegepast. De agraffe is een uitvinding van Erard uit 1809.
De agraffe bestaat uit een vlak bij de stempen in de plaat (deel van het pantserraam) geschroefd (koperen, ijzeren of messing) blokje en heeft gaatjes waardoor de (driekorige) snaren lopen. De snaren kunnen, doordat de agraffe een drukpunt vormt, vrij trillen tussen de kam en de agraffe zelf. Een agraffe heeft dezelfde functie als een druklijst (ofwel de "Capo Taste", een uitvinding van Erard uit 1838, die vooral in staande piano's wordt toegepast). 
Door toepassing van agraffen of een druklijst werd een duidelijke begrenzing van het voor de toon noodzakelijk trillend gedeelte van de snaarlengte verkregen en dit resulteerde in een verbeterde klank.
Het gedeelte vanaf de agraffe tot de stempen is meestal afgedempt met een ingevlochten reep dun vilt, om te voorkomen dat dit snaardeel gaat meeresoneren bij aanslag.